# Теорема Жордана

Простая замкнутая кривая (чёрного цвета) делит плоскость на внутреннюю часть (голубого цвета) и внешнюю часть (розового цвета)

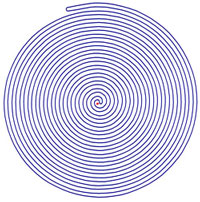
Не всегда интуитивно очевидно, находится ли точка во внутренней части кривой

Теорема Жордана — классическая теорема топологии, гласящая, что замкнутая плоская кривая без самопересечений делит плоскость на две различные части: «внутреннюю» и «внешнюю».
Теорема Жордана известна контрастом между простотой её формулировки и сложностью доказательства. Такой контраст в первую очередь связан с существованием «диких» кривых, таких как замкнутые кривые Осгуда. В случае кривых специального вида, таких как ломаные, утверждение доказывается относительно просто.
Замкнутые кривые, удовлетворяющие условию теоремы Жордана, называются жордановыми.

## История
Теорема была сформулирована и доказана Камилем Жорданом в 1887 году.
Некоторые авторы утверждают, что доказательство Жордана не было вполне исчерпывающим, а первое полное доказательство было дано Освальдом Вебленом в 1905 году. Однако Томас Хейлс пишет, что доказательство Жордана не содержит ошибок, и единственная возможная претензия по отношению к этому доказательству состоит в том, что Жордан предполагает известным утверждение теоремы в случае ломаных.

## Формулировка
Любая замкнутая кривая Жордана {\displaystyle \gamma } на плоскости {\displaystyle \mathbb {R} ^{2}} разбивает её на две компоненты и является их общей границей.

### Замечания
Из двух таких компонент ровно одна является ограниченной. Ограниченная компонента называется внутренней частью кривой {\displaystyle \gamma }, а неограниченная — внешней.
Данные компоненты можно охарактеризовать в терминах порядка точки относительно кривой. А именно, множество точек плоскости, порядок которых относительно кривой {\displaystyle \gamma } равен {\displaystyle 1} или {\displaystyle -1}, совпадает с её внутренней частью, а множество точек, порядок которых равен {\displaystyle 0}, совпадает с внешней часть.
Согласно теореме Шёнфлиса, внутренняя часть кривой {\displaystyle \gamma } гомеоморфна кругу.

## О доказательствах
Известно несколько простых доказательств теоремы Жордана.
- Короткое и элементарное доказательство теоремы Жордана предложил Алексей Фёдорович Филиппов в 1950 году, при этом сам Филиппов отмечает, что независимо от него очень схожее доказательство предложил Айзик Исаакович Вольперт[англ.][5].
- Очень короткое доказательство с использованием фундаментальной группы дано Дойлем[6].

## Вариации и обобщения
- Теорема Жордана обобщается по размерности:

Любое {\displaystyle (n-1)}-мерное подмногообразие в {\displaystyle \mathbb {R} ^{n}}, гомеоморфное сфере, разбивает пространство на две связные компоненты и является их общей границей.
При {\displaystyle n=3} это доказано Лебегом, в общем случае — Брауэром, отчего {\displaystyle n}-мерная теорема Жордана иногда называется теоремой Жордана — Брауэра.
- Более того, любое компактное связное {\displaystyle (n-1)}-мерное подмногообразие в {\displaystyle \mathbb {R} ^{n}} разбивает пространство на две связные компоненты и является их общей границей. Доказательство получается применением двойственности Александера.

- Теорема Шёнфлиса утверждает, что существует гомеоморфизм плоскости в себя, переводящий данную Жорданову кривую в окружность.
  - В частности ограниченная компонента в теореме Жордана гомеоморфна единичному диску, а неограниченная компонента гомеоморфна внешности единичного диска.
  - Пример дикой сферы показывает, что аналогичное утверждение не верно в старших размерностях.